# Pheia elegans
Pheia elegans là một loài bướm đêm thuộc phân họ Arctiinae, họ Erebidae.